# اسپنسر لرد
اسپنسر لرد (انگلیسی: Spencer Lord؛ زادهٔ ۲۳ مارس ۱۹۹۳) بازیگر اهل کانادا است. او در شهر کملوپس به دنیا آمد و نخستین بار در دوران مدرسه با بازیگری آشنا شد. لرد پس از تحصیل در رشتهٔ مهندسی در دانشگاه بریتیش کلمبیا، مسیر حرفه‌ای خود را به بازیگری تغییر داد. از نقش‌های شاخص او می‌توان به نقش نیتن پرایس جونیور در مجموعهٔ درام مزرعه قلب‌ها محصول شبکهٔ سی‌بی‌سی و نقش آیدن والش در مجموعهٔ درام قانون خانواده محصول شبکهٔ سی‌دابلیو اشاره کرد. او همچنین در چندین فیلم تلویزیونی حضور داشته و در سال ۲۰۲۲ در مجموعهٔ دکتر خوب ایفای نقش کرده است. لرد نقش اووِن را در مجموعهٔ درام آخرین بازمانده از ما محصول اچ‌بی‌او ایفا کرد.